# Ti fantasistykker opus 36
Ti fantasistykker ("Tien fantasiestukken", op. 36) is een verzameling composities van Agathe Backer-Grøndahl. De werkjes voor piano solo werden uitgegeven op 19 december 1895 door de uitgeverijtak van de pianobouwer Brødrene Hals in 1897; de werden verdeeld over twee schriften (nrs. 837/838). Heruitgaven kwamen via Norsk Musikforlag waarin Brødrene Hals was opgenomen (nrs 3837/3838). De nummers 4 en 5 waren kennelijk zo populair dat ze ook in aparte druk verschenen.
De tien fantasiestukken zijn:
1. Klage (Klaagzang) in andantino  in 4/4-maatsoort en staat in e mineur, maar eindigt verrassend op de dominant, een B majeur akkoord.
2. Friskt mod (Frisse moed) in allegretto grazioso in 4/4-maatsoort in A majeur.
3. Valse (wals) in grazioso in ¾-maatsoort in F majeur.
4. Vuggevise (wiegelied) in allegretto in 4/4-maatsoort in G majeur
5. Ballade in andante in 4/4-maatsoort in es mineur, met een heroïsch karakter.
6. Ungdomssang (Jeugdlied) in andantino in 9/8-maatsoort in Bes majeur.
7. Lændler (Boerendans) in allegretto grazioso in ¾-maatsoort in As majeur.
8. Aftenvind (Avondbries) in allegretto in 4/4-maatsoort in Ges majeur.
9. Sang ved rokken (Spinnewiellied) in poco allegro in ¾-maatsoort in a mineur
10. Afleleg (Elvendans) in allegro in 4/4-maatsoort in a mineur.

De componiste speelde zelf de Ballade (nr. 5) op 10 november 1898 nadat ze een aantal jaren van het podium was verdwenen (1895-1898). Een aantal dagen later waren de Vals en de Ballade te horen in Stockholm, Uppsala, Göteborg, Oslo en Trondheim. 
Fridtjof Backer-Grøndahl, aan wie de verzameling is opgedragen, is de zoon van de componiste.